# Juan Manuel Marital
Juan Manuel Marital (Mendoza, provincia de Mendoza, Argentina; 25 de mayo de 1993) es un futbolista argentino. Juega de defensa lateral y su equipo actual es Gimnasia de Mendoza que disputa la Primera Nacional de Argentina.

## Clubes
| Club                         | País      | Año       |
| ---------------------------- | --------- | --------- |
| Deportivo Guaymallén         | Argentina | 2011-2012 |
| Godoy Cruz                   | Argentina | 2012-2013 |
| Magallanes                   | Chile     | 2013-2014 |
| Deportivo Maipú              | Argentina | 2014-2015 |
| Estudiantes de San Luis      | Argentina | 2015-2018 |
| Huracán Las Heras            | Argentina | 2018-2019 |
| Mitre de Santiago del Estero | Argentina | 2019-2021 |
| Huracán Las Heras            | Argentina | 2021      |
| Gimnasia de Mendoza          | Argentina | 2022-Act. |